# 純愛物語
『純愛物語』（じゅんあいものがたり）は、1957年（昭和32年）10月15日公開の日本映画である。東映製作・配給。監督は今井正、脚本は水木洋子。カラー、東映スコープ、133分。

## あらすじ
スリ集団の制裁から戦災孤児のミツ子を救い出す同じ戦災孤児という境遇の貫太郎。ミツ子はスリから足を洗う決意をするが、ふたりは共謀して再びスリに及ぶ。刑事に摘発されたふたりはそれぞれ更生施設に送られる。やがてミツ子の身体に異変が起こりはじめる。病変は、ミツ子が幼少期に広島で原爆に被曝したことと関係があるのだった。

## スタッフ
- 監督：今井正
- 製作：大川博
- 企画：マキノ光雄、本田延三郎
- 脚本：水木洋子
- 撮影：中尾駿一郎
- 照明：元持秀雄
- 美術：進藤誠吾
- 編集：長沢嘉樹
- 音楽：大木正夫
- 録音：岩田廣一

## キャスト
- 早川貫太郎：江原真二郎
- 宮内ミツ子：中原ひとみ
- 下山観察官：岡田英次
- 瀬川病院医師：木村功
- 鈴木教官：加藤嘉
- 家庭少年裁判部判事：宮口精二
- 屑や：東野英治郎
- 小島教官：楠田薫
- 裕福な妻：小林トシ子
- 田中の母：戸田春子
- 国立教官：北城真記子
- 看護婦：荒木道子
- ドヤのかみさん：岸輝子
- 聖愛学園園長：長岡輝子
- 日赤病院の医師：高木二朗
- 医務課長：松本克平
- 少年院体育教官：神田隆
- 日赤病院の医師：増田順二
- 中華そば屋の主人：嵯峨善兵
- 日赤病院の医師：北沢彪
- 日赤病院の医師：稲葉義男
- 食堂の主人：中村是好
- 自誠会指導員：石島房太郎
- 少年院自動車教官：清村耕次
- 刑事A：織本順吉
- 裕福な夫：成瀬昌彦
- 自誠会指導主任：陶隆
- 里やん：田中邦衛
- 患者の母：三戸部スエ
- 隣のかみさん：山本緑
- 吾朗：井川比佐志
- 大木正司
- 自誠会嘉一：高津住男
- 穂高稔
- 刑事B：梅津栄
- 自誠会A：蜷川幸雄

## 作品解説
広島の原爆で被爆した少女を描いた作品だが、舞台は東京。遠い広島のことを連想させるシーンは作品の中盤まで一切ない。いわゆる不良少年と不良少女の恋愛物語としてストーリーは展開していく。原子爆弾被爆者の医療等に関する法律（現・原子爆弾被爆者に対する援護に関する法律）が制定された1957年（昭和32年）に作られた映画だけに、被爆者の無料問診風景では主人公の少女の他に、被爆した両親から生まれたと思われる少年などが描かれるなど、シナリオを書いた水木洋子の鋭い視線が光る作品となっている。水木は、1955年（昭和30年）から原爆関係の新聞記事のスクラップをつくっていたという。

## 受賞
- 第8回ベルリン国際映画祭銀熊賞 (監督賞)
- 第31回キネマ旬報ベスト・テン 第2位
- 第12回毎日映画コンクール 監督賞、録音賞
- 第8回ブルーリボン賞 監督賞、企画賞（マキノ光雄）
- 日本シナリオ作家協会シナリオ賞[2]

## 小説
水木洋子自身が小説化した『小説純愛物語』が、河出書房が倒産する前に出していた雑誌『知性』1957年9月号に発表された。

## テレビドラマ

### 1962年版
- テレビ指定席『純愛物語』（1962年7月30日、NHK）[4]

#### 出演
- 八代駿[4]
- 十朱幸代[4]
- 中村雅子[4]
- 原田甲子郎[4]

#### スタッフ
- 脚本：水木洋子[4]
- 演出：古閑三千郎[4]

### 1965年版
- 近鉄金曜劇場『愛とこころのシリーズ 純愛物語』（1965年10月8日、朝日放送[注 1]）[5]

#### 出演
- 前田信明[5]（現：前田吟）[注 2]
- 刈屋ヒデ子[5]
- 北沢典子[5]
- 林昭夫[5]
- 広野みどり[5]
- 岩田直二[5]
- 溝田繁[5]

#### スタッフ
- 脚本：寺田信義、愛川直人[5]
- 演出：柴田敏行[5]

## ラジオドラマ
- 『純愛物語』（1962年9月 - 10月、文化放送）[2]